# Successionskrisen i Sista dagars heliga-rörelsen
Efter Joseph Smiths död 1844 uppstod en kris inom Jesu Kristi Kyrka av Sista Dagars Heliga, då flera personer gjorde anspråk på att vara Smiths rättmätiga efterföljare.

## Bakgrund

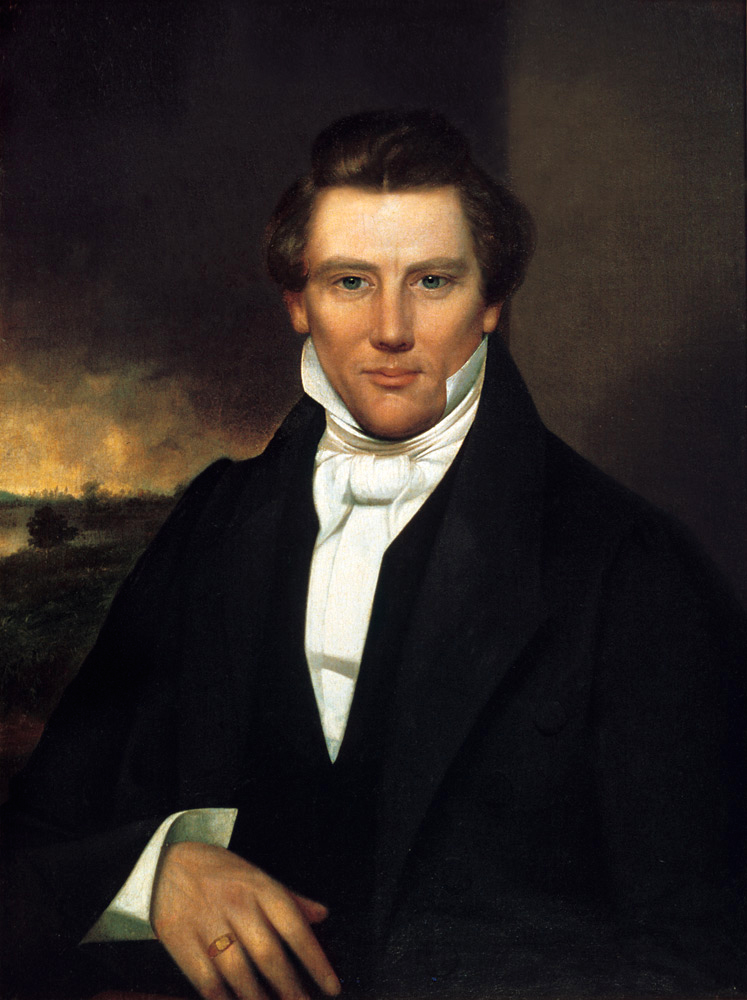
Joseph Smith.

Den 6 april 1830 organiserade Joseph Smith Kristi Kyrka i Fayette, i delstaten New York.  
Ursprungligen kallades kyrkans högsta ledare för äldste. Smiths första kyrkliga titel var Förste äldste medan hans vän Oliver Cowdery tilldelades titeln Andre Äldste.
Under åren som följde inrättade Smith sedan en rad ämbeten inom kyrkan:
- Ett Första Presidentskap (First Presidency) med tre medlemmar där han själv var president och Sidney Rigdon och Jesse Gause var hans rådgivare.  Inrättat i mars 1832.

- Kyrkans Patriark, som ofta satt ordförande vid olika kyrkomöten. Den 18 december 1833 ordinerade Smith sin egen far Joseph Smith Senior till patriark.

- Sions Högsta Råd bestående av tolv män, under ledning av det Första Presidentskapet, inrättades i Far West.

- Under detta råd upprättades också de lokala Stavarnas Högsta Råd .

- Ett tag fanns också ett Sions Kyrkas Presidentskap, bestående av Joseph Smith, David Whitmer och William Wines Phelps.

- År 1835 upprättades också ett Resande Högsta Råd bestående av tolv apostlar som skulle hålla kontroll över kyrkans missionsarbete. Thomas B Marsh blev ordförande för detta råd som ursprungligen lydde under Sions Högsta Råd. Så småningom växte dock resanderådets status och blev känt som De tolv apostlarnas kvorum, med jämbördig status med Sions Högsta Råd. Båda var dock underställda det Första Presidentskapet.

År 1838 deklarerade Smith att han fått en gudomlig uppenbarelse enligt vilken kyrkans officiella namn skulle ändras till Jesu Kristi Kyrka av Sista Dagars Heliga
När kyrkan flyttade sitt högkvarter från Missouri till Nauvoo i Illinois så upplöstes samtidigt Sions Högsta Råd och ersattes av ett Sittande Högsta Råd, lett av William Marks.
År 1844 tillsatte Smith de Femtios råd som en levande konstitution av det nya "Kungariket" med Smith som "Profet, Präst och Kung". Detta råd bestod främst av ledande representanter för kyrkan men även av några ledande samhällsföreträdare i Nauvooområdet.
Smith utpekade även de Smordas Quorum, en inre grupp betrodda kyrkomedlemmar av båda könen. 
Andra med betydande prästerlig auktoritet var de Tre Vittnenas Quorum och Kyrkans Biträdande President Hyrum Smith.

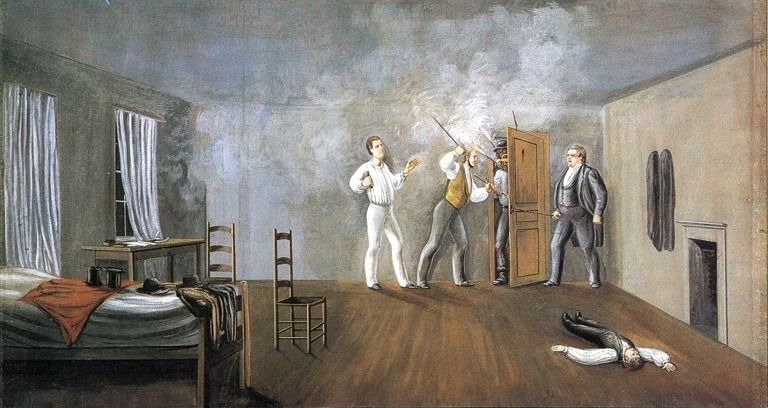
Smith dödas i häktet i Carthage, av C.C.A. Christensen.

## Smiths död
I juni 1844 satt Joseph och Hyrum Smith och deras vänner John Taylor och Willard Richards häktade i väntan på rättegång. En folkhop intog fängelset och dödade bröderna Smith. Redan innan Smiths död hade det förekommit spänningar inom kyrkans ledarskap, då vissa tappat förtroende för Smith.

## Ledarstrider efter Joseph Smiths död

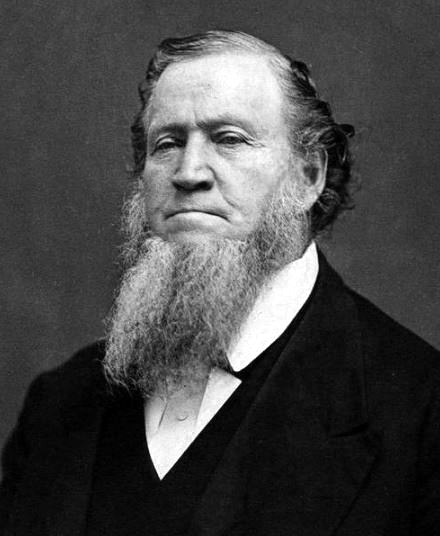
Brigham Young

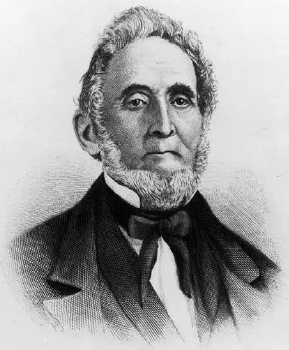
Sidney Rigdon

Vid Smiths död fanns en massa olika organ inom den kyrkliga hierarkin men ingen utpekad efterträdare, något som bäddade för ledaranspråk från olika håll.
Sidney Rigdon meddelade vid ett offentligt möte i Nauvoo den 4 augusti att han hade haft en uppenbarelse i vilken han utpekats som  "Kyrkans Väktare". Den 6 augusti anlände Brigham Young och hans kollegor i De Tolv Apostlarnas Quorum till Nauvoo.Dagen därpå mötte de tolv Sidney Rigdon, som upprepade sina anspråk på att vara kyrkans rättmätige ledare. Han red bland annat genom gatorna på Smiths älsklingshäst Joe Duncan. Brigham Young hävdade dock att Joseph Smith innan sin död deklarerat att nycklarna och makten till kyrkan tillhörde apostlaskapet.

### Konferensen den 8 augusti 1844
William Marks sammankallade till ett möte i Nauvoo den 8 augusti, för att besluta i ledarfrågan.
Sidney Rigdon inledde mötet med att tala till de församlade i en och en halv timma. 
Som stöd för sina väktaranspråk lyfte Rigdon fram sin långa vänskap med Smith och det faktum att han var den ende överlevande medlemmen av det Första Presidentskapet. 
Efter Rigdons tal begärde Young att mötet skulle ajourneras i två och en halv timme. När mötet återupptogs talade Sidney Rigdon åter. Han förklarade att ingen skulle kunna ta platsen som Josef haft som president för kyrkan och att han, som utsedd talesman för profeten, borde ikläda sig rollen som övervakare av kyrkan. 
Därefter tog Brigham Young till orda och hävdade bland annat att De Tolv Apostlarnas Quorum ägde alla de "prästadömesnycklar" som Smith hade innehaft och att apostlarna därför kollektivt borde utses till Första Presidentskap och att en av dessa 12 kunde vara efterträdare till profeten Josef.
Rigdon avböjde att replikera Young och överlät till Phelps att tala för honom istället. När denne fick ordet valde han dock att istället tala till förmån för Youngs förslag. 
Därefter röstade majoriteten av de församlade för att de tolv skulle betraktas som kyrkans nya väktare och högsta ledare.

## Efterspel
Den 9 augusti samlade han de tolv och medlemmar av de Smordas Quorum. Biskoparna  Newel K Whitney och George Miller utsågs till "Befullmäktigade".
Sidney Rigdon uppgav dock inte sina anspråk utan började samtidigt organisera sina anhängare i Nauvoo. Den 3 september 1844 deklarerade Rigdon att "han hade makt och auktoritet, överordnad de tolv apostlarna och betraktade sig därför inte som bunden av deras beslut".
De tolv fick då Kyrkans Allmänna Råd att, den 8 september, exkommunicera Rigdon eftersom han "orsakat splittring i kyrkan genom att ordinera profet, präster & kungar i strid med Guds beslut".
Rigdon, som kände sig hotad till livet, flydde från Nauvoo och etablerade sin egen mormonkyrka i Pittsburgh, Pennsylvania, som i sin tur excommunicerade Young och de flesta av de tolv.
Vid huvudkyrkans generalkonferens, den 6-7 oktober 1844, framträdde de Tolvs Quorum för första gången som kyrkans högsta auktoritet.
Brigham Young utnämndes till "president över de Tolvs Quorum och Kyrkans Första Presidentskap". 

### James J Strangs anspråk

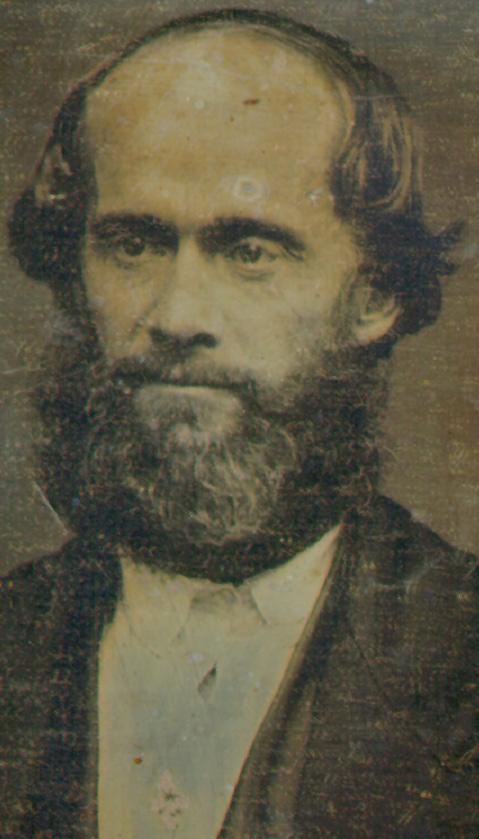
James J. Strang

Samtidigt som allt detta hände i Nauvoo, började en annan tronpretendent framföra sina anspråk bland kyrkans stavar i Michigan, Indiana, Illinois och Wisconsin. Den nyomvände James J Strang (döpt i februari 1844), som nu var äldste i kyrkan, presenterade Utkorelsebrevet (som skulle ha skrivits av Joseph Smith under hans sista levnadsmånad) i vilket Strang utpekades som Smiths efterträdare som kyrkans ledare. Strang hävdade också att han hade fått besök av änglar som ordinerat honom till Smiths efterträdare, i dennes dödsögonblick.
Strang påstod sig kommunicera med änglar och att han hade hittat och översatt forntida dokument, ingraverade på metallplåtar, precis som Smith. Bland dem som stödde Strangs anspråk fanns William Smith (Josephs sista överlevande broder) och Martin Harris, ett av de påstådda, åsyna vittnena till plåtarna med Mormons bok. Andra anhängare till Strang var William Marks, George Miller, aposteln John E. Page, förre aposteln William E. M'Lellin och John C. Bennett.
Strang publicerade ett tillkännagivande, underskrivet av William Smith, Joseph Smiths mor, Lucy Mack Smith och tre av Josephs systrar, om att "familjen Smith tror på utkorelsen av J J Strang".
Strang bildade sin egen mormonkyrka i Voree, Wisconsin och uppmanade sina anhängare att flytta dit. Strangs kyrkoledning och de Tolvs Quorum i Nauvoo exkommunicerade varandra.
Den 15 juni 1856 sköts Strang och avled kort tid därefter. De flesta av Strangs anhängare anslöt sig då till Joseph Smith III:s Reorganiserade Jesu Kristi Kyrka av Sista Dagars Heliga , numera kallad Community of Christ.